# استانان
استانان (به انگلیسی: Stannane) با فرمول شیمیایی قلعH۴ یک ترکیب شیمیایی است. که جرم مولی آن 122.71 g mol−۱ می‌باشد. شکل ظاهری این ترکیب، گاز بی‌رنگ است.